# 1946
1946 (MCMXLVI) je bilo navadno leto, ki se je po gregorijanskem koledarju začelo na torek.

## Dogodki
- 10. januar - prvo zasedanje Organizacije združenih narodov v Londonu.
- 11. januar - Enver Hoxha razglasi Socialistično ljudsko republiko Albanijo s seboj kot predsednikom vlade.
- 16. januar - Charles de Gaulle odstopi s položaja vodje začasne francoske vlade in kasneje še s položaja predsednika Francije.
- 31. januar - razglašena je prva ustava Federativne ljudske republike Jugoslavije, ki po modelu sovjetske ustave vzpostavi šest federativnih republik.
- 1. februar - Norvežan Trygve Lie je izbran za prvega rednega generalnega sekretarja OZN.
- 14. februar - na Univerzi Pensilvanije predstavijo ENIAC, prvi programabilni računalnik.
- 24. februar - Juan Peron je izvoljen za predsednika Argentine.
- 5. marec - Winston Churchill v enem od svojih govorov prvič uporabi izraz »železna zavesa« v kontekstu sovjetske prevlade v Vzhodni Evropi.
- 19. marec - Francoska Gvajana, Guadeloupe, Martinique in Réunion postanejo prekomorski departmaji Francije.
- 22. marec - Jordanija postane neodvisna država (pod imenom Transjordanija).
- 17. april - Sirija je priznana kot neodvisna država.
- 18. april - Združene države Amerike uradno priznajo Titovo vlado v Jugoslaviji.
- 2. junij - Italijani na referendumu odločijo o preoblikovanju države v republiko; prvič v zgodovini Italije lahko volijo tudi ženske.
- 4. julij - Filipini postanejo neodvisna država.
- 5. julij - v Parizu je prvič naprodaj bikini.
- 16. oktober - vojni zločinci, obsojeni v Nürnberških procesih, so usmrčeni na vešalih.
- 12. december - OZN prekine diplomatske stike s Francovo vlado v Španiji in svetuje članicam naj storijo isto.
- 31. december - sprejeta odločitev o gradnji termoelektrarne Velenje II (danes Termoelektrarna Šoštanj) v Šaleški dolini.

## Rojstva
- 6. januar - Syd Barrett, britanski glasbenik († 2006)
- 22. januar - Malcolm McLaren, britanski glasbenik in menedžer († 2010)
- 23. januar - Boris Berezovskij, ruski mogul († 2013)
- 21. februar - Alan Rickman, angleški igralec in režiser († 2016)
- 22. februar - Vsevolod Ivanovič Saharov, ruski filolog, pisatelj, kritik
- 12. marec - Liza Minnelli, ameriška filmska igralka in pevka
- 25. marec - Daniel Bensaid, francoski filozof in politični aktivist († 2010)
- 22. april - Jurij Malovrh, slovenski politik, poslanec in prometni inženir
- 30. april - Karl XVI. Gustav, švedski kralj
- 7. maj - Gerardus 't Hooft, nizozemski fizik, nobelovec
- 8. junij - Marijana Brecelj, slovenska igralka
- 6. julij - George W. Bush, ameriški politik
- 5. september - Freddie Mercury, angleški glasbenik († 1991)
- 12. september - Jernej Kozak, slovenski matematik
- 20. oktober - Elfriede Jelinek, avstrijska pisateljica, dobitnica nobelove nagrade za literaturo
- 16. november - Jo Jo White, ameriški košarkar
- 5. december - José Carreras, španski operni pevec
- 12. december - Emerson Fittipaldi, brazilski dirkač Formule 1

## Smrti
- 2. januar - Avgust Pavel, slovenski pesnik, pisatelj, etnolog, jezikoslovec, literarni zgodovinar, učitelj in muzeolog na Madžarskem (* 1886)
- 26. januar - Adriaan van Maanen, nizozemsko-ameriški astronom (* 1884)
- 24. marec - Aleksander Aleksandrovič Aljehin, ruski šahist, (* 1892)
- 21. april - John Maynard Keynes, angleški ekonomist (* 1883)
- 3. junij - Mihail Ivanovič Kalinin, ruski boljševik, politik (* 1875)
- 5. avgust - Werner Kolhörster, nemški fizik (* 1887)
- 13. avgust - Herbert George Wells, angleški pisatelj (* 1866)
- 30. avgust - Grigorij Mihajlovič Semjonov, ruski general in ataman bajkalskih kozakov (*  1890)
- 17. september - sir James Hopwood Jeans, angleški matematik, fizik, astronom (* 1877)
- 16. oktober - Alfred Rosenberg, nemški nacistični uradnik in rasistični ideolog (* 1893)
- 19. december - Paul Langevin, francoski fizik (* 1872)

## Nobelove nagrade
- Fizika - Percy Williams Bridgman
- Kemija - James B. Sumner, John Howard Northrop, Wendell Meredith Stanley
- Fiziologija ali medicina - Hermann Joseph Muller
- Književnost - Hermann Hesse
- Mir - Emily Greene Balch, John Mott